# Castelo de Hartmannswiller

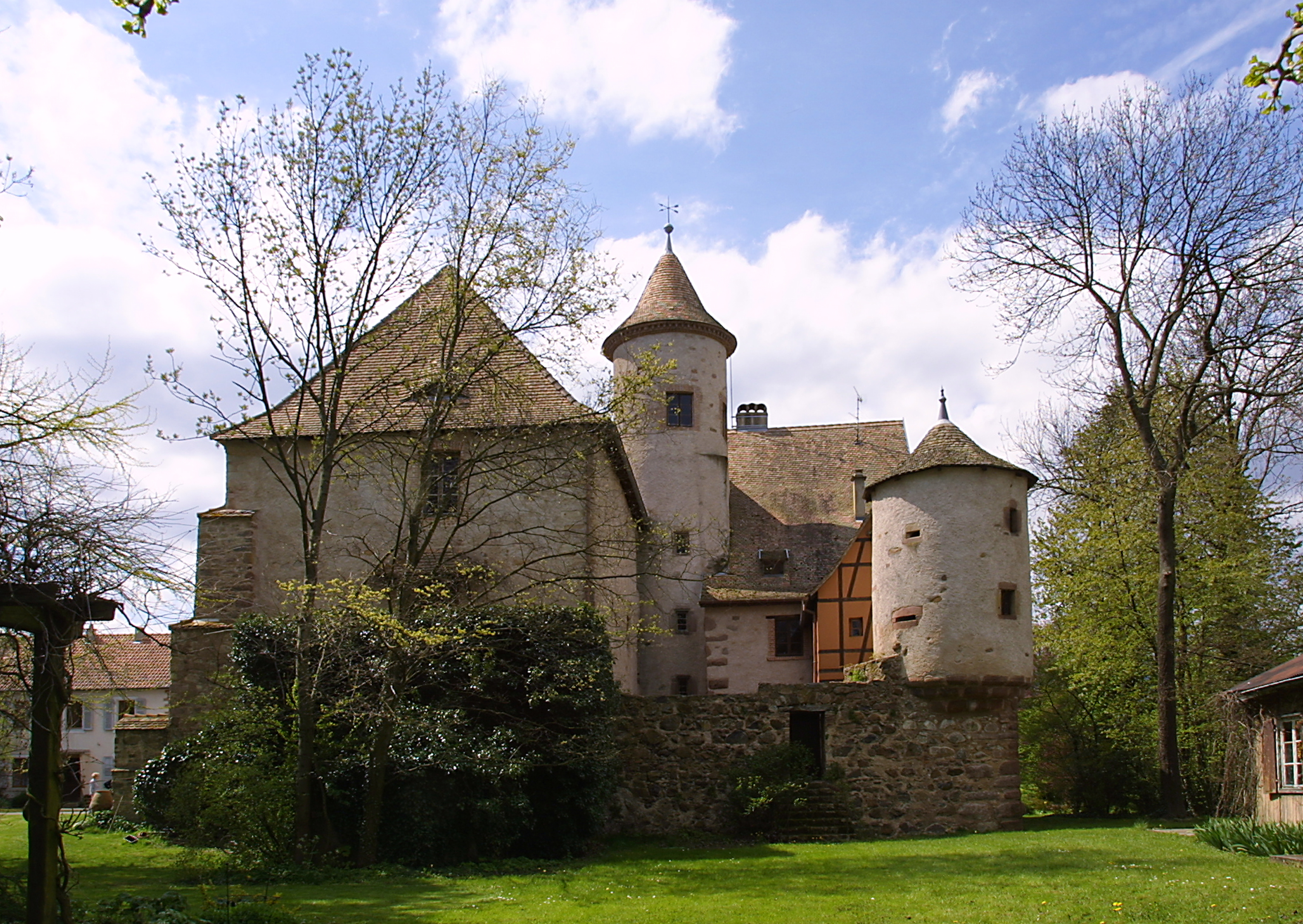
Vista sudeste da parte traseira do Castelo de Hartmannswiller

Château de Hartmannswiller é um castelo localizado na comuna de Hartmannswiller, no departamento de Haut-Rhin, Alsácia, França. Embora um castelo já tenha sido mencionado no século XIV, a estrutura actual data principalmente do século XVI e XVIII. É um monumento histórico listado desde 1988.